# Perrèbia
La Perrèbia (llatí: Perrhaebia, grec antic: Περραιβία) era una comarca de Tessàlia a la frontera amb Macedònia, al sud del mont Olimp i ocupant la vall del Peneu. Estava habitada per la tribu hel·lènica dels perrebeus (Περραιβοί), i hi destacava la ciutat d'Octòlofos.